# アンドレイ・フルセンコ
アンドレイ・アレクサンドロヴィチ・フルセンコ（ロシア語: Андре́й Алекса́ндрович Фу́рсенко, ラテン文字転写: Andrei Aleksandrovich Fursenko, 1949年7月17日 -   ）は、ロシアの政治家、科学者、実業家。2004年3月9日から2012年5月21日まで、ロシア連邦教育・科学大臣を経てロシア連邦大統領補佐官。父アレクサンドル・フルセンコ（1927年 - 2008年）は、歴史家、ロシア科学アカデミー会員。弟セルゲイ・フルセンコ（1954年 - ）は、技術者、実業家で、サッカークラブ・ゼニト・サンクトペテルブルクの代表。レニングラード（現在のサンクトペテルブルク）出身。

## 経歴・概要
1971年レニングラード大学数学・機械工学部を卒業する。大学在学中にソ連共産党に入党（1991年に離党）している。大学卒業後、レニングラードのヨッフェ物理学技術研究所に勤務し、 下級研究員、上級研究員、コンピュータ部長、科学部次長を歴任した。1978年科学博士候補、1990年数学博士。1990年ユーリ・コヴァルチュク、ウラジーミル・ヤクーニンと産学共同の企業を設立しようとしたが、ノーベル物理学賞受賞者で科学アカデミー副総裁のジョレス・アルフェーロフの反対にあい、結局、研究所外に科学アプリケーション関係の会社を複数、設立した。1991年コヴァルチュクを社長に、R&Dカンパニー・先端技術センターを設立、フルセンコは副社長に就任した。1992年ロシア銀行、地域開発基金、OJSCスヴェトラーナ、サンクトペテルブルク市土地委員会など複数の企業・団体が出資して設立した、サンクトペテルブルク地域科学技術開発財団（RFSED）取締役社長となり、OJSCスヴェトラーナ電気工場を設立している。1993年会社の登録手続きを通して、サンクトペテルブルク市対外関係委員会に勤務していたウラジーミル・プーチンと面識を持つようになる。1996年サンクトペテルブルク市長のアナトリー・サプチャークは市長選挙に破れ、プーチンは副市長を辞任する。プーチンはフルセンコら親しい友人7名と共同出資し、彼らは不動産協同組合オーゼロ（ロシア語で湖の意）を設立し、サンクトペテルブルク郊外カレリア地峡の湖畔のダーチャを購入した
。

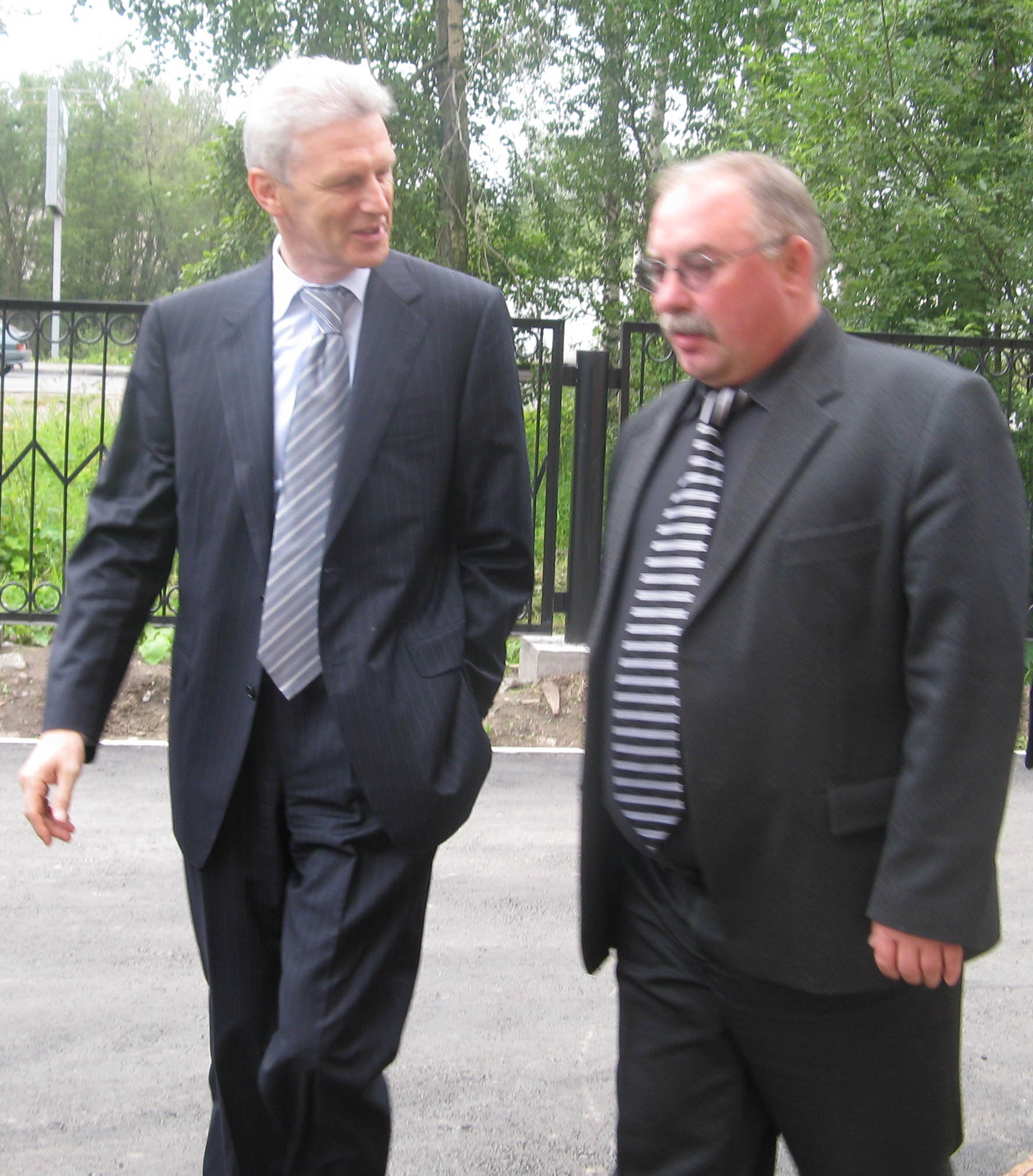
アルハンゲリスクを訪問するアンドレイ・フルセンコ（左）

1994年5月露独投資相談会社代表取締役社長に就任。1995年ヴィクトル・チェルノムイルジン首相を代表とする我が家ロシアに入党する。2000年9月フィリピンサンクトペテルブルク名誉領事。同年10月学術会議財団「北西戦略リサーチセンター」議長。
2001年ロシア連邦政府副首相（産業、科学技術政策担当）に任命される。2003年産業・科学技術相を経て、2004年3月9日教育・科学相に就任。2008年5月第2次ウラジーミル・プーチン内閣でも留任した。2010年1月11日、経済開発統合会議のメンバーに選出される。2012年5月21日、ドミートリー・メドヴェージェフ内閣の成立に伴い離任し、大統領補佐官に就任した。
私生活では、夫人との間に一男がいる。英語に堪能。